# Köhlerhütte (Lavanttaler Alpen)
Die Köhlerhütte ist eine Selbstversorgerhütte der Sektion Gratkorn-Gratwein des Österreichischen Alpenvereins (ÖAV) in 1855 m ü. A. Höhe.

## Geschichte
Die Köhlerhütte wurde nach dem Erbauer Wilhelm Köhler benannt. 1955 erwarb die Sektion Gratkorn-Gratwein des ÖAV die Jagdhütte. In den Jahren von 1960 bis 1963 wurde die Hütte erweitert und am 29. September 1963 eingeweiht und ihrer Bestimmung übergeben. 2010 bekam die Hütte das Umweltgütesiegel für Alpenvereinshütten verliehen. Ein weiterer Zubau erfolgte 2012, im Jahr darauf wurde die Trinkwasseranlage komplett erneuert sowie eine Fotovoltaikanlage installiert. Eine besondere Attraktion ist das alljährliche Almrauschblütenfest der Köhlerhütte, das im Jahr 2000 das erste Mal ausgerichtet wurde.

## Lage
Die Köhlerhütte 1855 m ü. A. liegt östlich des Zirbitzkogels 2396 m ü. A. Höhe, höchster Gipfel der Seetaler Alpen und unterhalb des Lavantsees.

## Erreichbarkeit
- Ab der Waldheimhütte ist der Weg (Nr. 321, 45) ausgeschildert und verläuft entlang den Ausflugszielen „Maria in der Zirbe“ und dem „Türkenkreuz“. Die Distanz lässt sich gemütlich in einer Stunde zurücklegen.[4]

## Hütten in der Nähe
- Zirbitzkogel-Schutzhaus, bewirtschaftete Hütte, Seetaler Alpen 2376 m ü. A.
- Waldheimhütte, bewirtschaftete Hütte, Lavanttaler Alpen 1613 m ü. A.
- Alpengasthof Sabathy, bewirtschaftete Hütte, Lavanttaler Alpen 1620 m ü. A.
- Zirbenwaldhütte, Selbstversorgerhütte, Lavanttaler Alpen 1610 m ü. A.
- Winterleitenhütte, bewirtschaftete Hütte, Lavanttaler Alpen 1800 m ü. A.
- Gasthaus Grillitsch – Rösslwirt, bewirtschaftete Hütte, Lavanttaler Alpen 870 m ü. A.
- Klippitztörlhaus, bewirtschaftete Hütte, Lavanttaler Alpen 1644 m ü. A.[5]

## Touren und Gipfel
- Von der Waldheimhütte zum Türkenkreuz, Wanderung, Region Murtal, 8,4 km, 2,5 Std.
- Zirbitzkogel über Wildsee, Wanderung, Region Murtal, 15,3 km, 6,1 Std.
- Waldheimhütte - Zirbitzkogel - Kreiskogel Rundweg, Wanderung, Region Murtal, 22 km, 8,5 Std.
- Waldheimhütte zum Lavantsee auf den Zirbitzkogel und zurück, Wanderung, Region Murtal, 11,5 km, 5,4 Std.[6]

## Skitouren
- Zirbitzkogel 2396 m ü. A., Schneeschuh, Region Murtal, 12,4 km, 6,5 Std.
- Zirbitzkogel von der Waldheimhütte, Skitour, Region Murtal, 10,7 km, 2,5 Std.
- Schneeschuhtour von der Waldheimhütte auf den Zirbitzkogel, Schneeschuh, Region Murtal, 11,9 km, 5,2 Std.[7]